# Friedrich Töpfer (Geodät)

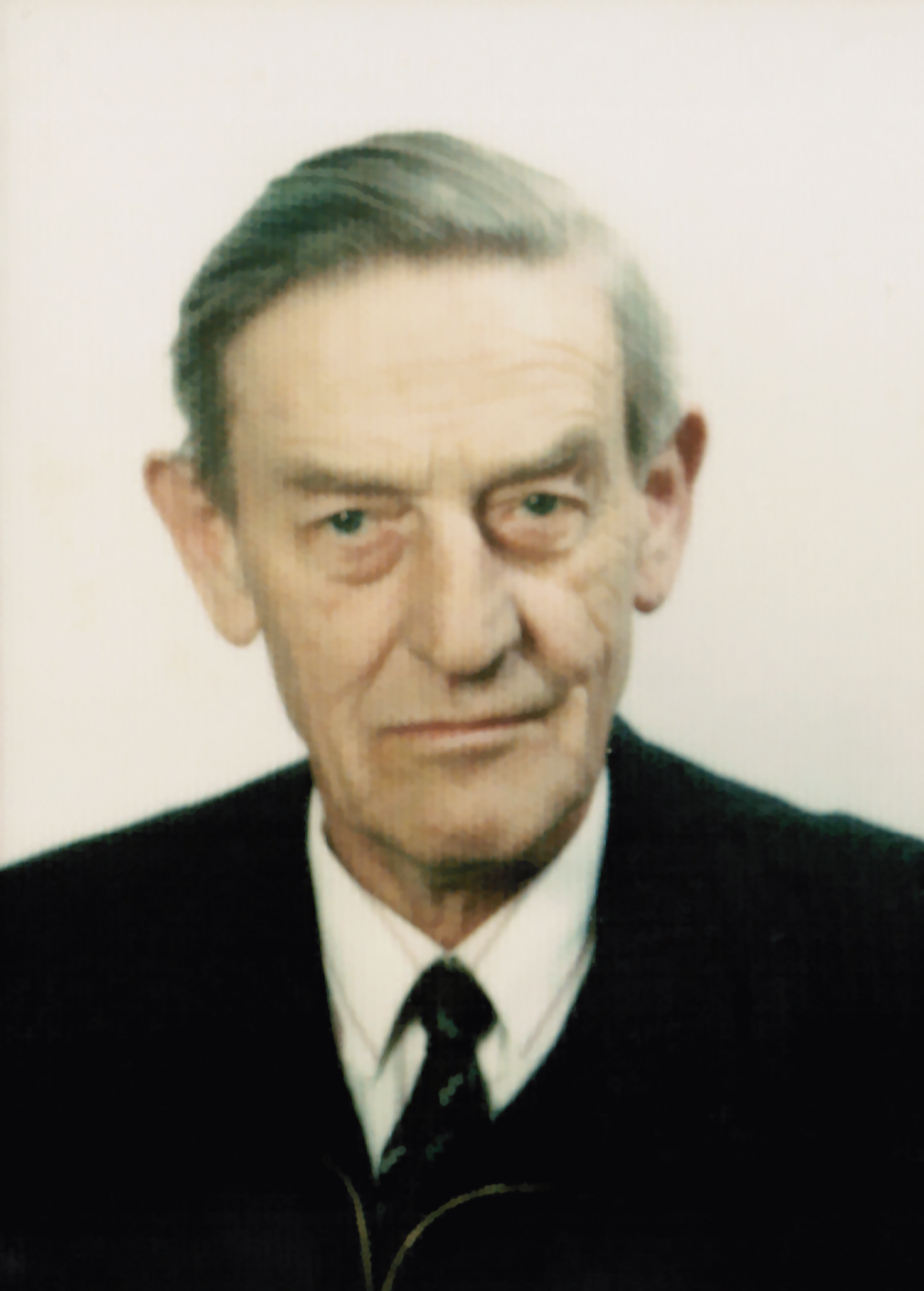
Friedrich Töpfer

Friedrich Karl Töpfer (* 18. Oktober 1925 in Weißensee, Provinz Sachsen; † 19. März 2013 in Etzleben) war ein deutscher Geodät und Kartograf.

## Leben
Nachdem er im Herbst 1945 im landwirtschaftlichen Betrieb des Vaters in Weißensee (Thüringen) gearbeitet hatte, absolvierte Friedrich Töpfer ein dreimonatiges Praktikum beim Katasteramt Erfurt und erlangte 1946 am Gymnasium in Erfurt das Abitur, ehe er ab dem 1. Juli 1946 als Praktikant und ab dem 1. August desselben Jahres als Zeichner abermals beim Katasteramt in Erfurt tätig war. Von 1947 bis 1952 studierte er Vermessungswesen an der Technischen Hochschule Dresden. Anschließend wurde er als Diplomingenieur vom Landesvermessungsamt Thüringen eingestellt und wurde wenige Monate später Referent für Topografie beim Vermessungsdienst Thüringen in Erfurt, welcher dem früheren und auch späteren Landesvermessungsamt entspricht.
1954 kehrte er an die Technische Hochschule Dresden zurück, arbeitete dort als Assistent beziehungsweise ab 1956 als Oberassistent am Lehrstuhl für Vermessungswesen des Geodätischen Instituts und war von 1960 bis 1966 wissenschaftlicher Mitarbeiter am Institut für Kartographie der Technischen Hochschule beziehungsweise ab 1961 Technischen Universität Dresden. Er promovierte 1956. Im Jahre 1961 habilitierte er und erhielt die Facultas Docendi für Topografie und Topografische Kartographie. 1966 wurde er dann Dozent für Topographie und Topographische Kartographie am Institut für Kartographie und war von 1970 bis 1972 Kommissarischer Leiter dieses Instituts, das nun aber Wissenschaftsbereich Kartographie hieß. 1990 wurde er zum Außerordentlichen Professor ernannt und zum ersten Direktor des aus dem Wissenschaftsbereich Kartographie entstandenen Instituts für Kartographie und Geographie an der Fakultät Bau-, Wasser- und Forstwesen gewählt.
Besondere Bedeutung erlangte Friedrich Töpfer durch seine umfangreiche Arbeit zur kartografischen Generalisierung und insbesondere durch die Entwicklung des Wurzelgesetzes, das bis heute Basis für viele Generalisierungsalgorithmen ist. Teilweise wird sogar die Auffassung vertreten, dass alle Generalisierungsaufgaben mit diesem Wurzelgesetz lösbar seien – eine Ansicht, die von Fachleuten unterschiedlich beurteilt wird. Friedrich Töpfer war 1968 Initiator der Forschungsarbeiten zur Automatisierung der Herstellung topografischer und thematischer Karten, die damals zum wesentlichen Schwerpunkt der Forschung erklärt worden waren, und steuerte wichtige eigene Lösungen bei. Bis 1975 war er verantwortlich für diesen Forschungszweig und betreute 30 Diplomanden und zehn Doktoranden.
Friedrich Töpfer war verheiratet und hatte zwei Töchter und einen Sohn.

## Wichtigste Veröffentlichungen
- Ableitung von Winkeln übergeordneter Dreiecke aus Dreiecksnetzen (Dissertation); 1956
- Vermessungskunde für Kartographen. Teil II: Landesvermessung; 1957
- Untersuchungen zur Beurteilung topographischer Schichtliniendarstellungen (Habilitation); 1961
- Das Wurzelgesetz und seine Anwendung bei der Reliefgeneralisierung. In: Vermessungs-Technik; Berlin 10 (1962); Seiten 37–42
- The Principles of Selection. In: The Cartographic Journal; Volume 3, Number 1, May 1966; Seiten 10–16 (zusammen mit Wolfgang Pillewizer)
- Gesetzmäßige Generalisierung und Kartengestaltung. In: Vermessungstechnik 15 (1967) 2; Seiten 65–71. Nachdruck in: Kartographische Schriften. Band 5, 2000, Seiten 42–47
- Grundlagen und Methoden der Höhenliniengeneralisierung. Arbeiten aus dem Vermessungs- und Kartenwesen der DDR. Band 27; Leipzig 1972
- Die kartographische Generalisierung; Gotha 1974; 2. Auflage 1979
- Zur Untersuchung der Exponentialverteilung von Flußnetzen. In: Beiträge zur theoretischen Kartographie. Festschrift für Erik Arnberger; Franz Deuticke, Wien 1977; Seiten 141–161
- Generalisierungsaufgaben in GIS. In: GEO-Informations-Systeme; Heft 3 Jahrgang 5 (1992); Seiten 7–12

## Ehrungen
- 1974: Ehrennadel der Kammer der Technik der Deutschen Demokratischen Republik (KdT) in Bronze[1]

## Weitere Quellen
1. ↑  Technische Universität Dresden, Universitätsarchiv: Personalakte Friedrich Töpfer

| Personendaten    | Personendaten                  |
| ---------------- | ------------------------------ |
| NAME             | Töpfer, Friedrich              |
| ALTERNATIVNAMEN  | Töpfer, Friedrich Karl         |
| KURZBESCHREIBUNG | deutscher Geodät und Kartograf |
| GEBURTSDATUM     | 18. Oktober 1925               |
| GEBURTSORT       | Weißensee (Thüringen)          |
| STERBEDATUM      | 19. März 2013                  |
| STERBEORT        | Etzleben                       |